# Jessie Mae Robinson
Jessie Mae Robinson (de soltera Booker, 1 de octubre de 1918 – 26 de octubre de 1966)  fue un músico y compositor estadounidense, cuyas composiciones incluyeron muchos éxitos del R&B y pop de las décadas de 1940 y 1950, incluidos "Black Night", "I Went To Your Wedding", and "Let's Have a Party".

## Biografía
Nació en Call, Texas, pero se crio en Los Ángeles, donde en su adolescencia comenzó a escribir canciones y se casó con Leonard Robinson. Después de unos años, comenzó a presentar sus canciones a artistas y editores de música. Su primera canción grabada fue "Mellow Man Blues" de Dinah Washington en 1945.  Encontró el éxito comercial con "Cleanhead Blues" de Eddie "Cleanhead" Vinson en 1946 y luego con "Old Maid Boogie", un número uno en las listas de R&B en 1947  Entre los éxitos de las listas de R&B escritos por Robinson durante los años siguientes se encuentran "In the Middle of the Night", "Roomin' House Boogie" y "Tears, Tears, Tears", todos éxitos de Amos Milburn; "Sneakin' Around", de Rudy Render; "Blue Light Boogie" grabado por Louis Jordan en 1950; y el éxito número uno de Charles Brown en 1951, "Black Night" y su continuación "Seven Long Days". 
En 1952, Damita Jo grabó la canción de Robinson "I Went to Your Wedding", que luego fue versionada con más éxito tanto por la cantante pop blanca Patti Page, cuya versión llegó al número uno en las listas pop, como por la estrella del Country Hank Snow. El éxito de la canción permitió a Robinson convertirse en "uno de los pocos compositores negros que rompió la barrera del color",  y la primera mujer afroamericana miembro de ASCAP. Escribió más éxitos pop para Jo Stafford ("Keep It a Secret", 1952; también grabado por Hank Snow) y Frankie Laine ("I'm Just A Poor Bachelor", 1953), así como "Let's Have a Party", grabado por primera vez por Elvis Presley en 1957 y posteriormente por Wanda Jackson. Uno de sus últimos éxitos fue "The Other Woman", un éxito en las listas de Sarah Vaughan en 1958 y luego grabado por Nina Simone y (en su álbum de 2014 Ultraviolence) Lana Del Rey. 
Después de que terminó su carrera como compositora, intentó fundar pequeños sellos discográficos en la década de 1960, pero con poco éxito.  Murió en su casa de Los Ángeles después de una breve enfermedad en 1966, a la edad de 48 años.  